# Bắc Khánh Vĩnh
Bắc Khánh Vĩnh là một xã thuộc tỉnh Khánh Hòa, Việt Nam.

## Lịch sử
Ngày 16 tháng 6 năm 2025, Ủy ban Thường vụ Quốc hội ban hành Nghị quyết số 1667/NQ-UBTVQH15 về việc sắp xếp các đơn vị hành chính cấp xã của tỉnh Khánh Hòa năm 2025 (có hiệu lực từ ngày 16 tháng 6 năm 2025). Trong đó, hợp nhất các xã Khánh Bình và xã Khánh Đông thành xã Bắc Khánh Vĩnh.

## Địa lý
Xã Bắc Khánh Vĩnh có ranh giới với các xã:
- Phía Bắc giáp với xã Tây Ninh Hòa.
- Phía Nam giáp với xã Diên Lâm
- Phía Đông giáp với xã Nam Ninh Hòa.
- Phía Tây giáp với xã Trung Khánh Vĩnh và một phần tỉnh Đắk Lắk.

Xã có diện tích là 144,17 km², dân số năm 2025 là 9.199 người, mật độ dân số đạt 64 người/km².